# Geološki zavod Združenih držav Amerike
Geološki zavod Združenih držav Amerike (angleško United States Geological Survey, USGS) je specializirana agencija Ministrstva za notranje zadeve Združenih držav Amerike, ki se ukvarja z raziskavami na področju ved o Zemlji s poudarkom na klasifikaciji površja, naravnih tveganjih in naravnih virih Združenih držav Amerike. Je edina znanstvena agencija ministrstva, njena edina naloga je zbiranje podatkov za odločevalce, pri čemer sama nima odločevalske vloge. Sedež USGS je v kraju Reston v Virginiji, večje izpostave pa ima še v Lakewoodu (Kolorado) in v Nasinem raziskovalnem parku v Silicijevi dolini (Kalifornija). Leta 2009 je imel 8670 zaposlenih.
Dejavnost je organizirana v sklopih:
- sistemi temeljne znanosti
- ekosistemi
- energija in minerali
- kopenski viri
- vodni viri
- zdravje okolja
- naravna tveganja

Poleg preučevanja geografije Združenih držav Amerike sodeluje USGS v številnih mednarodnih raziskovalnih projektih po vsem svetu, že od zgodnjih let ameriškega vesoljskega programa pa opravlja tudi geološke raziskave in kartiranje drugih nebesnih teles v sodelovanju z Naso.